# PC-9800 시리즈
NEC PC-98 기종은 PC-9800 시리즈라고도 하며, 일본 전기(NEC)가 개발한 개인용 컴퓨터 고유 기종이다. x86 CPU를 기반으로 하여 IBM PC 계열과 유사점도 있으나 입출력 인터페이스 등이 다르므로 직접 호환되지는 않는다. PC용 운영 체제와 프로그램은 직접 설치되지 않으며 부분적으로 수정한 버전이 사용된다.
PC-98 시리즈는 이전 8비트 기종 PC-88 시리즈의 후속으로서 1982년 10월 최초 모델 PC-9801이 발매되었으며, 2000년 5월 출시된 PC-9821Ra43 모델까지 지속되었다.
초기 모델 PC-9801 계열은 최초 인텔 i8086 프로세서를 탑재하였고 이후 NEC가 설계한 호환 CPU V30이 채용되기도 하였다. NEC 이외에 EPSON에서도 PC-98 호환 기종이 나왔으나, 이 독자기종은 결국 2003년 9월 30일 최종적으로 출하가 종료되고, 마이크로소프트의 PC98/PC98 규격을 수용한 IBM-PC 호환기종 NEC PC98-NX 계열로 대체되었다.

## 시리즈

### PC-9801
NEC가 1980년대 1990년대 전반에 걸쳐 판매한 개인용 컴퓨터이다. PC-8801 시리즈의 후계 기종으로서 1982년 10월에 발매되었다. 16비트는 마이크로프로세서(인텔 8086)를 탑재한 PC로 한자 롬을 탑재하고 있어 일본어를 사용하기 쉬워졌다. 또한 PC-9801 전용으로 강력한 워드프로세서 「이찌타로」가 발매되어 사무용 PC의 보급에 앞장섰다. 1992년 11월에 멀티미디어 기능을 강화한 후속 기종 「PC-9821 시리즈」가 등장하였다. 이른바 윈도 멀티미디어 기능의 강화가 세계적인 추세가 되어 주로 그래픽 관련의 성능을 강화한 시리즈이다.

### PC-9821
기존 PC-9801 시리즈의 상위 호환 모델로서, 1992년 10월 인텔 i80386SX 기반의 PC-98mULTi 모델로 시작되었다.

## 같이 보기
- PC 게임
- PC-8800 시리즈
- X68000
- PC 엔진
- 코모도어 64
- FM-7
- FM 타운즈
- MSX
- IBM PC 호환기종